# 蝦夷穴
蝦夷穴（えぞあな）は、崖の中腹にある横穴の呼び名で、東北地方南部から関東地方・中部地方に分布する。エゾ穴とも書く。実態は古墳時代から奈良時代にかけて作られた古墳の横穴式石室か横穴墓で、蝦夷が作ったものではない。

## 解説
蝦夷穴は、蝦夷（エゾ）すなわちアイヌの住居跡の意味である。だが、蝦夷は古い時代にはエミシかエビスと呼び、エゾという呼び方が生まれたのは蝦夷穴分布域で蝦夷が姿を消した後の平安時代後期以降であった。蝦夷穴はエゾ穴であって、エミシ穴、エビス穴とは言わないので、これ以降の名である。積極的証拠はないが、江戸時代あたりに付けられた名かという。遺跡の性格も、同じ地域・他地域の他の古墳・横穴墓と比べて異質なものではなく、蝦夷穴をエミシやエゾにあてることはできない。古墳・横穴墓に関する知識が失われた後世に、推測で付けられた呼び名である。明治時代の考古学では坪井正五郎が住居説を唱えたことがあったが、現在は横穴墓ということで異論はない。
蝦夷穴を遺跡名として持つ古墳・横穴墓は、国の史跡である須曽蝦夷穴古墳など少ないが、地元で蝦夷穴と呼ばれたものはこれらに限らない。20世紀の宮城県では名取市で多数の横穴墓群が蝦夷穴と呼ばれ、多賀城市、仙台市、白石市、利府町でもそれぞれ地元の横穴墓が蝦夷穴と呼ばれていた。

## 蝦夷穴を名称に持つ遺跡
- 須曽蝦夷穴古墳 - 石川県七尾市須曽町
- 小川蝦夷穴 - 福島県郡山市田村町小川
- 蝦夷穴古墳 - 福島県須賀川市和田字蝦夷穴
- 蝦夷穴横穴墓群 - 福島県西白川郡中島村松崎字善棚

## 蝦夷穴と呼ばれた遺跡
- 大代横穴古墳群 - 宮城県多賀城市[2]
- 愛宕山横穴墓群 - 宮城県仙台市[4]
- 熊野堂横穴墓群 - 宮城県名取市[5]
- 郡山横穴墓群 - 宮城県白石市